# هيربرت فون كارايان
هيربرت فون كارايان (بالألمانية: Herbert Von Karajan) . قائد أوركسترا ومؤلف موسيقي نمساوي(5 أبريل 1908 - 16 يوليو 1989) يعتبر من أفضل قائدى الفرق السمفونية في القرن العشرين. عزف أكثر من 700 عمل موسيقي وحقق نجاحات كبيرة للغاية. تزوج ثلاث مرات ولديه إبنتين من زواجه الثالث واللتان درستا الموسيقى أيضا وتعمل إحداهما في النمسا والأخرى في برلين. كان محبا للسيارات السريعة ولديه رخصة ك طيار. قام بتوزيع نشيد الاتحاد الأوربي.

## روابط خارجية
- هيربرت فون كارايان على موقع IMDb (الإنجليزية)
- هيربرت فون كارايان على موقع الموسوعة البريطانية (الإنجليزية)
- هيربرت فون كارايان على موقع روتن توميتوز (الإنجليزية)
- هيربرت فون كارايان على موقع مونزينجر (الألمانية)
- هيربرت فون كارايان على موقع ألو سيني (الفرنسية)
- هيربرت فون كارايان على موقع ميوزك برينز (الإنجليزية)
- هيربرت فون كارايان على موقع أول موفي (الإنجليزية)
- هيربرت فون كارايان على موقع قاعدة بيانات الأفلام السويدية (السويدية)
- هيربرت فون كارايان على موقع إن إن دي بي (الإنجليزية)
- هيربرت فون كارايان على موقع أول ميوزيك (الإنجليزية)